# Thredbo

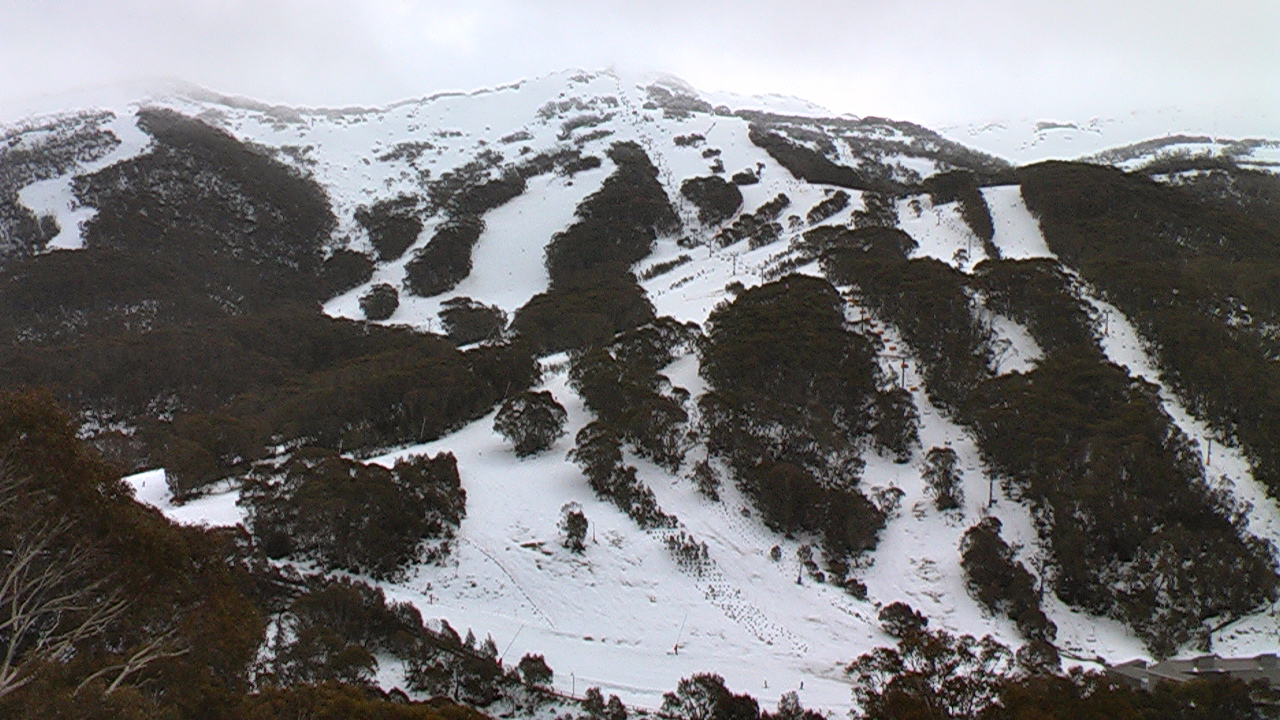
Thredbo.

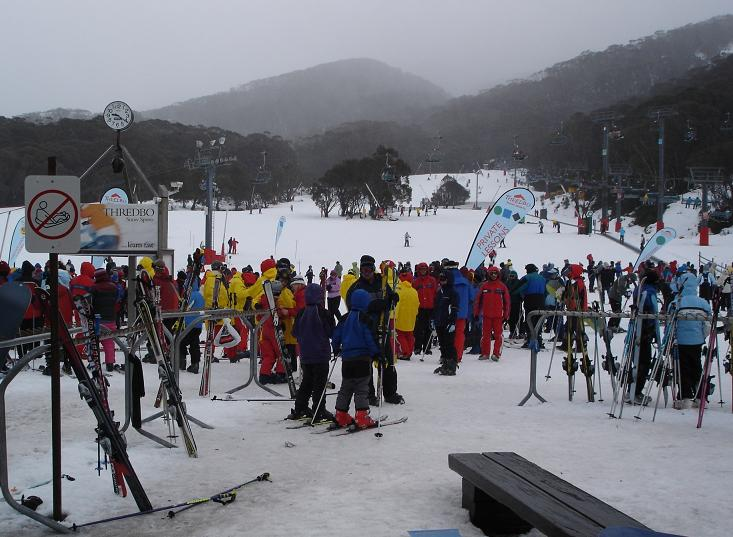
Aulas de esqui em Thredbo

Thredbo é uma pequena vila e estação de esqui no estado de Nova Gales do Sul, na Austrália, localizada dentro do Parque Nacional Kosciuszko (Kosciuszco National Park). Fica a 190 km de Canberra, e a aproximadamente 500 km tanto de Sydney como de Melbourne. Sua população permanente é de 250 pessoas, mas recebe anualmente mais de 1 Milhão de visitantes, a maioria no inverno. Fica a uma altitude de 1.365 metros, entre as montanhas mais altas da Austrália, incluindo o ponto mais alto do país, o Monte Kosciuszko, que tem uma altitude de 2.228 metros.
A temporada de esqui é iniciada no início do mês de Junho, e dura geralmente até Outubro, anualmente.